# Campionati del mondo di ciclismo su pista 2015 - Scratch maschile
La gara di scratch maschile ai Campionati del mondo di ciclismo su pista 2015 si svolse il 19 febbraio 2015 su un percorso di 60 giri, per un totale di 15 km. Fu vinta dal tedesco Lucas Liss, che completò la prova in 17'17"985 alla media di 52,0236 km/h.

## Podio
| Pos.    | Atleta        | Nazionalità |
| ------- | ------------- | ----------- |
| Oro     | Lucas Liss    | Germania    |
| Argento | Albert Torres | Spagna      |
| Bronzo  | Bobby Lea     | Stati Uniti |

## Risultati
| Posizione | Atleta              | Nazione       | Giri persi |
| --------- | ------------------- | ------------- | ---------- |
| 1         | Lucas Liss          | Germania      |            |
| 2         | Albert Torres       | Spagna        |            |
| 3         | Bobby Lea           | Stati Uniti   |            |
| 4         | Roman Gladysh       | Ucraina       |            |
| 5         | Cheung King Lok     | Hong Kong     |            |
| 6         | Matthew Gibson      | Gran Bretagna |            |
| 7         | Ivan Kovalëv        | Russia        |            |
| 8         | Morgan Kneisky      | Francia       |            |
| 9         | Andreas Müller      | Austria       |            |
| 10        | Martyn Irvine       | Irlanda       |            |
| 11        | Otto Vergaerde      | Belgio        |            |
| 12        | Scott Law           | Australia     |            |
| 13        | Hardzei Tsishchanka | Bielorussia   |            |
| 14        | Jiří Hochmann       | Rep. Ceca     |            |
| 15        | Tim Veldt           | Paesi Bassi   |            |
| 16        | Adrian Tekliński    | Polonia       |            |
| 17        | Rui Oliveira        | Portogallo    |            |
| 18        | Alex Buttazzoni     | Italia        |            |
| 19        | Cyrille Thièry      | Svizzera      |            |
|           | Regan Gough         | Nuova Zelanda | DNF        |

DNF = Prova non completata